# Great Ormond Street Hospital
Das Great Ormond Street Hospital (GOSH, frühere Bezeichnung Hospital for Sick Children) ist ein Lehrkrankenhaus in London, das auf Kindermedizin spezialisiert ist. Es befindet sich an der gleichnamigen Straße im Stadtteil Bloomsbury (London Borough of Camden). Das im Jahr 1852 gegründete Krankenhaus wird vom National Health Service (NHS) geführt und verfügt über 387 Betten. Es besteht eine enge Partnerschaft mit dem benachbarten Institut für Pädiatrie des University College London. Das GOSH ist international dafür bekannt, dass es 1929 von J. M. Barrie die Rechte an den Peter-Pan-Werken erhielt.

## Geschichte
Um die Mitte des 19. Jahrhunderts war die medizinische Versorgung in London allgemein schlecht; bestehende Krankenhäuser wie das St Bartholomew’s Hospital und das Guy’s Hospital konnten mit der Bevölkerungszunahme und der dadurch rasch ansteigenden Nachfrage kaum mehr Schritt halten. Unter dieser Situation litten vor allem Kinder unter zehn Jahren, da sie als „entbehrlich“ galten und gemäß der damaligen Auffassung die Pflege durch die Mütter ausreichend sei; entsprechend hoch war die Kindersterblichkeit. Der Kinderarzt und Geburtshelfer Charles West entschloss sich dazu, zur Verbesserung der untragbaren Situation das erste Kinderkrankenhaus Großbritanniens zu eröffnen. Mit Unterstützung verschiedener Philanthropen und Gesundheitsreformer wie Lord Shaftesbury, Lady Burdett-Coutts und Edwin Chadwick konnte 1850 eine Stiftung gegründet werden.
Im Februar 1852 konnte schließlich das Hospital for Sick Children mit vorerst 20 Betten eröffnet werden. Das Gebäude an der 49 Great Ormond Street war ein Jahrhundert zuvor das Wohnhaus von Richard Meade, Königin Annes Arzt, gewesen. Als Patronin des Krankenhauses konnte Königin Victoria gewonnen werden. Den größten Beitrag, das Krankenhaus bekannt zu machen, leistete jedoch Charles Dickens, der einen mitreißenden Artikel für die beliebte Zeitschrift Household Words verfasste. In den ersten Jahren gehörte William Jenner zu den wenigen Ärzten. Dank Dickens’ Fundraising konnte 1858 das benachbarte Haus erworben und die Zahl der Betten erhöht werden. Von 1871 bis 1875 folgte der Bau eines zusätzlichen Gebäudes.
In den folgenden Jahrzehnten erwarb sich das GOSH den Ruf als führendes Krankenhaus für die Behandlung von Kindern. 1893 wurde ein neues, noch heute bestehendes Hauptgebäude eröffnet. Zahlreiche führende Ärzte wie William Howship Dickinson, Thomas Barlow und George Frederic Still waren für das GOSH tätig. William Waldorf Astor finanzierte den Bau einer Station für ambulante Behandlungen (1908 eröffnet). Während des Ersten Weltkriegs wurden Frauen nicht nur wie bisher als Krankenschwestern angestellt, sondern erstmals auch als Ärztinnen. Weitere Gebäude kamen in den 1930er Jahren hinzu und von 1927 bis 1982 betrieb das GOSH die Kuranstalt Tadworth Close in den North Downs.
Am 4. September 1940 erlitt das neue Southwood Building große Schäden bei einem Luftangriff und wurde daraufhin instand gesetzt. Seit 1948 ist das GOSH Teil des National Health Service. Bauliche Erweiterungen folgten 1963, 1965 und 1987. Aufgrund der sinkenden Bevölkerungszahl im Stadtzentrum Londons konzentrierte sich das Krankenhaus weniger auf Routinefälle, sondern vermehrt auf Spezialbehandlungen. Bekannte Vorsitzende des Aufsichtsrates waren von 1968 bis 1972 Audrey Callaghan (Ehefrau von Premierminister James Callaghan) und Prinzessin Diana von 1989 bis zu ihrem Tod im Jahr 1997. Nach dem Tod James Callaghans 2005 wurde seine Asche an der Peter Pan-Statue vor dem Great Ormond Street Hospital in einem Blumenbeet verstreut.

## Peter-Pan-Copyright
Im April 1929 erhielt das Krankenhaus von J. M. Barrie das Copyright aller Werke über Peter Pan, mit der Verfügung, dass die Einnahmen aus dieser Quelle nicht veröffentlicht werden dürfen. Die Institution besaß nun die Kontrolle über die Rechte an diesen Werken und ihr standen die Lizenzgebühren für jegliche Aufführung oder Publikation des Theaterstücks und daraus abgeleiteter Werke zu. Es gab mehrere Filme, unzählige Theatervorführungen und zahlreiche Neuauflagen der Romane, was dem Krankenhaus Einnahmen in unbekannter Höhe bescherte.
Als das Copyright 1987, fünfzig Jahre nach Barries Tod, auslief, gewährte die britische Regierung dem Krankenhaus das immerwährende Recht, für öffentliche Vorführungen, kommerzielle Publikationen und andere Werke Lizenzgebühren zu verlangen, sofern keine andere Vereinbarung besteht. Mit der 1993 in Kraft getretenen Richtlinie 93/98/EWG zur Harmonisierung der Schutzdauer des Urheberrechts wurde das Copyright bis 2007 verlängert, was einer EU-weiten Standardisierung entsprach (bis 70 Jahre nach dem Tod des Autors). Das GOSH hatte juristische Auseinandersetzungen in den USA, wo das Copyright auf dem Veröffentlichungsdatum basiert. Der 1911 erschienene Roman ist dort nun gemeinfrei. Das GOSH macht geltend, dass die 1928 veröffentlichte Version des Theaterstücks in den USA weiterhin unter Copyright steht. Ob neue, vom Original abgeleitete Werke weiterhin eine Genehmigung benötigen, ist aus juristischer Sicht umstritten und eine Sache der Interpretation. Bisher gab es in dieser Sache noch keinen Präzedenzfall.

## Museum
Das Museum und das Archiv des Great Ormond Street Hospital können nur nach Verabredung besichtigt werden. Sie befassen sich mit der Geschichte des Krankenhauses und den verschiedenen Persönlichkeiten, die hier seit der Gründung im Jahr 1852 wirkten. Zu sehen sind auch Peter-Pan-Ausgaben aus aller Welt und in zahlreichen Sprachen. Das Museum ist Mitglied der Museumsgruppe The London Museums of Health & Medicine.